# Bismarck (North Dakota)
 For alternative betydninger, se Bismarck. (Se også artikler, som begynder med Bismarck)
Bismarck er hovedstad i den amerikanske delstat North Dakota. 
Byen er opkaldt efter den tyske kansler Otto von Bismarck:47  og har 73.622(2020) indbyggere.
Bismarck er administrativt centrum i det amerikanske county Burleigh County.
Bismarck ligger ved bredden af floden Missouri, og flere broer fører over denne til byen Mandan på den anden bred. 